# انریکه فرناندز وایولا
انریکه فرناندز وایولا (اسپانیایی: Enrique Fernández Viola‎؛ ۱۰ ژوئن ۱۹۱۲ – ۶ اکتبر ۱۹۸۵) بازیکن و مربی فوتبال اهل اروگوئه بود.

## باشگاهی
از باشگاه‌هایی که در آن بازی کرده‌است می‌توان به بارسلونا، باشگاه فوتبال ناسیونال اروگوئه و باشگاه اتلتیکو ایندپندینته اشاره کرد.

## تیم ملی
وی سابقه ۸ بازی در تیم ملی فوتبال اروگوئه و ۳ بازی در تیم ملی فوتبال کاتالونیا را در کارنامه دارد.